# 라플레시아과
라플레시아과는 세계에서 가장 큰 꽃인 라플레시아 등을 포함하는 식물의 한 과이다.